# Björn Þorleifsson
Björn Þorleifsson, född 21 juni 1663 i Oddi, död 13 juni 1710, var en isländsk biskop. 
Björn, som var prästson, dimitterades från Skálholts skola, studerade i Köpenhamn 1684–1686 och blev därefter kapellan hos fadern med löfte om att efterträda honom som präst, vilket han gjorde 1690. År 1691 var han kandidat till biskopsstolen i Hólar, men nådde inte denna. Under sin vistelse i Köpenhamn, där han även förvärvade magistergraden, vigdes han 1692 till vicebiskop med löfte om det första lediga isländska biskopsdömet. Under de följande åren bistod han biskop Þórður Þorláksson i Skálholt under hans sjukdom och då biskopsstolen i Hólar blev ledig 1697 tillträdde han detta ämbete. Det i Hólar ursprungligen hemmahörande boktryckeri som biskop Þórður hade låtit flytta till Skálholt köpte han tillbaka av dennes son och återöppnade det i Hólar 1703. 
Björn tillhörde själv en ansedd släkt och ingick 1689 äktenskap med Þrúður, dotter till sysselman Þorsteinn Þorleifsson. Han kände ett behov av att uppträda som en storman och förde ett kostsamt hus, vilket kom att gå ut över både biskopsstolen och skolan. Stiftet hemsöktes under honom 1707–1708 av de på Island härjande smittkopporna, som ryckte bort många präster.